# Film przygodowy

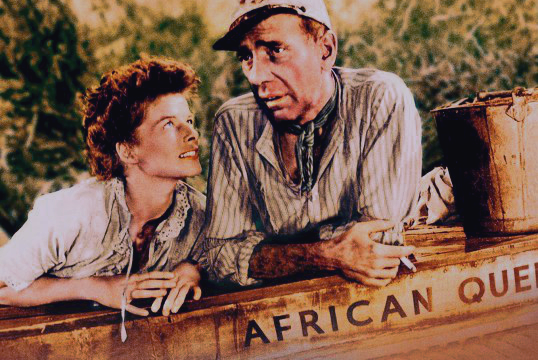
Kadr z filmu Afrykańska królowa (1951)

Film przygodowy – film o akcji skonstruowanej z ciągu przygód protagonisty, charakteryzujący się szybkim tempem akcji, brawurowymi rozwiązaniami fabularnymi oraz licznymi przeszkodami pokonywanymi przez bohaterów. Schemat filmów przygodowych opiera się na licznych scenach pościgów, ucieczek, eksplozji oraz niebezpiecznych dla protagonisty wydarzeniach.
Pionierami filmu przygodowego byli Georges Méliès i Edwin Porter. Materiał dla wczesnych filmów przygodowych stanowiły powieści takie jak Dwadzieścia tysięcy mil podmorskiej żeglugi Juliusza Verne’a i Zaginiony świat Arthura Conana Doyle’a (adaptacje kolejno z 1916 i 1923 roku). W miarę upływu czasu wykształciły się odmiany gatunkowe w postaci filmu płaszcza i szpady, filmu podróżniczego i filmu korsarskiego. Szczególną popularność filmy przygodowe zdobyły w latach 50. i 60. XX wieku jako ekranizacje powieści i mitów, na przykład Wyspa skarbów (1950), W 80 dni dookoła świata (1956), Jazon i Argonauci (1963). W latach 80. i 90. swój renesans filmy przygodowe przeżyły za sprawą Poszukiwaczy zaginionej Arki (1981) i Parku Jurajskiego (1993) Stevena Spielberga, a także dzieła Miłość, szmaragd i krokodyl (1984) Roberta Zemeckisa.